# Championnat de France de rugby à XV de Nationale 2020-2021
Navigation
Fédérale 1 2019-2020 Nationale 2021-2022
Le championnat de France de rugby à XV de Nationale 2020-2021, première édition de la compétition, se déroule entre le 12 septembre 2020 et le 5 juin 2021.

## Historique
En juin 2020, la Fédération et la Ligue s'accordent pour la création de la Nationale, championnat de troisième division, passerelle entre la Pro D2 professionnelle et la Fédérale 1 amateur. Ce championnat est organisé par la FFR mais co-financé à parts égales par les deux institutions. Les 18 premiers du classement national de la saison 2019-2020 de Fédérale 1 sont invités à participer à cette nouvelle compétition. Quatorze clubs répondent favorablement et sont ainsi retenus pour la première édition : SC Albi, RC Aubenas, Blagnac rugby, CS Bourgoin-Jallieu, US bressane, SO Chambéry, Union Cognac Saint-Jean-d'Angély, US Dax, Stade dijonnais, RC Massy, RC Narbonne, Stade niçois, RC Suresnes et Stado Tarbes PR. Parmi ces quatorze clubs, neuf ont déjà évolué en Pro D2.
Le 16 juin 2020, la création de la compétition est officiellement validée par le comité directeur de la Fédération française de rugby. À titre de transition, la Nationale est encore partie intégrante de la 1re division fédérale pour la saison 2020-2021 d'après les règlements officiels, avant de devenir une division distincte à partir de la saison 2021-2022.
Le 3 novembre 2020, le bureau fédéral de la FFR annonce la suspension du championnat jusqu'au mois de janvier, en raison de la pandémie de Covid-19 et du deuxième confinement de 2020 en France,. Une dérogation gouvernementale est ensuite obtenue, afin de pouvoir disputer la compétition au même titre que le Top 14 et la Pro D2. La formule est réadaptée en conséquence : les rencontres entre les 7e et 13e journées sont annulées, tandis qu'une journée de compensation est mise en place avant la phase retour, afin d'assurer l'équilibrage entre matchs joués à domicile et à l'extérieur par chaque équipe ; les reports de matchs des six premières journées doivent quant à eux être intercalés dans le calendrier de la phase retour. Le championnat reprend ainsi le week-end des 9 et 10 janvier 2021. Les phases finales sont quant à elles raccourcies : demi-finale sur le terrain de l'équipe la mieux classée suivie de la finale. Par ailleurs, étant donné l'arrêt définitif de la Fédérale 1, les relégations depuis la Nationale sont annulées pour cette saison.
La finale, organisée sur terrain neutre, se joue au stade Pierre-Rajon de Bourgoin-Jallieu.

## Règlement

### Formule initiale
Quatorze équipes participent au championnat Nationale, composé d'une poule unique.
À l'issue de la saison régulière, les équipes terminant aux 1re et 2e places sont directement qualifiées pour les demi-finales, tandis que celles entre la 3e et la 6e place disputent un match de barrage. Les demi-finales sont organisées suivant un format aller-retour. La finale a lieu sur terrain neutre.
Les deux finalistes sont promus en Pro D2, sous condition de remplir le cahier des charges instauré par la Fédération. En cas de refus de montée ou de décision administrative empêchant la montée, aucune compensation n'a lieu avec une équipe demi-finaliste de Nationale, donnant lieu à un repêchage d'une équipe de Pro D2 reléguée.
Les équipes classées 13e et 14e sont reléguées en Fédérale 1. En cas de refus de montée ou de décision administrative empêchant la montée de la part d'un des finalistes de Fédérale 1, aucune compensation n'a lieu avec une équipe demi-finaliste de Fédérale 1, donnant lieu à un repêchage d'une équipe de Nationale reléguée.

### Formule adaptée
À l'issue de la saison régulière, les équipes terminant de la 1re à la 4e place sont directement qualifiées pour les demi-finales. Elles sont organisées en une seule rencontre, sur le terrain des deux équipes les mieux classées. Les deux finalistes sont promus en Pro D2, sous condition de remplir le cahier des charges instauré par la Fédération. La finale a lieu sur terrain neutre.
Aucune équipe n'est reléguée en Fédérale 1.

## Liste des équipes en compétition
| \| SC Albi RC Aubenas Blagnac Rugby US bressane CS Bourgoin-Jallieu SO Chambéry Union Cognac · Saint-Jean-d'Angély US Dax Stade dijonnais RC Massy RC Narbonne Stade niçois RC Suresnes Stado TPR \| Localisation des clubs engagés dans le championnat. |
| SC Albi RC Aubenas Blagnac Rugby US bressane CS Bourgoin-Jallieu SO Chambéry Union Cognac · Saint-Jean-d'Angély US Dax Stade dijonnais RC Massy RC Narbonne Stade niçois RC Suresnes Stado TPR                                                           |

| Club                             | Budget prévisionnel 2020-2021 en M€ | Classement en 2019-2020  | Entraîneurs                                                 | Stade                                                                    |
| -------------------------------- | ----------------------------------- | ------------------------ | ----------------------------------------------------------- | ------------------------------------------------------------------------ |
| SC Albi                          | -                                   | 1er poule 3 (Fédérale 1) | Arnaud Méla Jérémy Wanin                                    | Stadium municipal (Albi)                                                 |
| RC Aubenas Vals                  | -                                   | 4e poule 2 (Fédérale 1)  | Mariano Taverna Yann Rave Fabien Bertrand                   | Stade Georges-Marquand (Ucel)                                            |
| Blagnac Rugby                    | -                                   | 2e poule 3 (Fédérale 1)  | Christophe Deylaud Eric Ecribano                            | Stade Ernest-Argelès (Blagnac)                                           |
| US bressane                      | -                                   | 1er poule 2 (Fédérale 1) | Yoann Boulanger Thomas Choveau Alexis Lalarme               | Stade Marcel-Verchère (Bourg-en-Bresse)                                  |
| CS Bourgoin-Jallieu              | -                                   | 5e poule 2 (Fédérale 1)  | Jean-Henri Tubert Anton Moolman (remerciés le 5 avril 2021) | Stade Pierre-Rajon (Bourgoin-Jallieu)                                    |
| SO Chambéry                      | -                                   | 4e poule 1 (Fédérale 1)  | Brice Mach Antoine Nicoud                                   | Stade Mager 3 (Chambéry)                                                 |
| Union Cognac Saint-Jean-d'Angély | -                                   | 1er poule 4 (Fédérale 1) | Fabrice Landreau Nicolas Cabannes                           | Parc des sports de Cognac (Cognac) Stade municipal (Saint-Jean-d'Angély) |
| US Dax                           | env. 2,1                            | 2e poule 4 (Fédérale 1)  | Jack Isaac Stéphane Barbéréna Arnaud Mignardi               | Stade Maurice-Boyau (Dax)                                                |
| Stade dijonnais                  | -                                   | 2e poule 1 (Fédérale 1)  | Renaud Gourdon Thomas Kohler Tom Paterson                   | Stade Bourillot (Longvic)                                                |
| RC Massy                         | -                                   | 1er poule 1 (Fédérale 1) | Morgan Champagne Mathieu Bonello Jean-Baptiste Dimartino    | Stade Jules-Ladoumègue (Massy)                                           |
| RC Narbonne                      | -                                   | 2e poule 2 (Fédérale 1)  | Patrick Pezery Laurent Balue                                | Parc des sports et de l'amitié (Narbonne)                                |
| Stade niçois                     | -                                   | 3e poule 2 (Fédérale 1)  | David Bolgashvili Martin Jágr                               | Stade des Arboras (Nice)                                                 |
| RC Suresnes                      | -                                   | 3e poule 1 (Fédérale 1)  | Alexandre Compan Jeoffrey Delacour Guillaume Leleu          | Stade Jean-Moulin (Suresnes)                                             |
| Stado Tarbes PR                  | -                                   | 3e poule 3 (Fédérale 1)  | Fabien Fortassin Stéphane Ducos                             | Stade Maurice-Trélut (Tarbes)                                            |

## Résumé des résultats

### Classement de la saison régulière
| Rang | Club                             | J  | V  | N | D  | Bo | Bd | Pm  | Pe  | Diff | Pts    |
| ---- | -------------------------------- | -- | -- | - | -- | -- | -- | --- | --- | ---- | ------ |
| 1    | Stade niçois                     | 18 | 13 | 2 | 3  | 5  | 3  | 500 | 312 | +188 | 75,1¹  |
| 2    | US bressane                      | 20 | 16 | 0 | 4  | 4  | 3  | 498 | 320 | +178 | 75¹    |
| 3    | SC Albi                          | 20 | 12 | 1 | 7  | 4  | 6  | 451 | 349 | +102 | 64¹    |
| 4    | RC Narbonne                      | 20 | 13 | 0 | 7  | 5  | 3  | 450 | 366 | +84  | 62¹    |
| 5    | RC Massy                         | 20 | 10 | 1 | 9  | 4  | 7  | 456 | 359 | +97  | 57¹    |
| 6    | US Dax                           | 20 | 11 | 0 | 9  | 0  | 5  | 393 | 406 | -13  | 53¹    |
| 7    | Union Cognac Saint-Jean-d'Angély | 18 | 8  | 1 | 9  | 2  | 5  | 392 | 408 | -16  | 49,54¹ |
| 8    | CS Bourgoin-Jallieu              | 19 | 7  | 0 | 12 | 3  | 8  | 433 | 457 | -24  | 45,05¹ |
| 9    | Stado Tarbes PR                  | 20 | 9  | 2 | 9  | 0  | 3  | 334 | 405 | -71  | 45¹    |
| 10   | Blagnac Rugby                    | 19 | 8  | 0 | 11 | 1  | 4  | 357 | 421 | -64  | 42,94¹ |
| 11   | Stade dijonnais                  | 20 | 7  | 1 | 12 | 1  | 6  | 402 | 462 | -60  | 41¹    |
| 12   | SO Chambéry                      | 19 | 6  | 1 | 12 | 0  | 6  | 337 | 409 | -72  | 37,68¹ |
| 13   | RC Suresnes                      | 19 | 6  | 0 | 13 | 2  | 5  | 381 | 536 | -155 | 36,63¹ |
| 14   | RC Aubenas                       | 20 | 5  | 1 | 14 | 0  | 6  | 340 | 514 | -174 | 32¹    |

¹ Dont points de bonus « administratifs » et points de péréquation.
|  | Qualification pour les demi-finales en tant qu'équipe à domicile (no 1, no 2). |
|  | Qualification pour les demi-finales (no 3, no 4)                               |

Attribution des points : victoire sur tapis vert : 5, victoire : 4, match nul : 2, défaite : 0, forfait : -2 ; plus les bonus (offensif : 3 essais de plus que l'adversaire ; défensif : défaite par 7 points d'écart ou moins; les deux bonus peuvent se cumuler).
Règles de classement :
1. points terrain (bonus compris) ; 2. points terrain obtenus dans les matchs entre équipes concernées ; 3. différence de points sur l'ensemble des matchs ; 4. différence de points dans les matchs entre équipes concernées ; 5. différence entre essais marqués et concédés dans les matchs entre équipes concernées ; 6. nombre de points marqués sur l'ensemble des matchs ; 7. différence entre essais marqués et concédés ; 8. nombre de forfaits n'ayant pas entraîné de forfait général ; 9. place la saison précédente.

### Tableau final
|  | Demi-finales                                               | Demi-finales                                | Demi-finales                                | Demi-finales                                |             |             | Finale                                                        | Finale                                                        | Finale                                                        | Finale                                                        |
|  |                                                            |                                             |                                             |                                             |             |             |                                                               |                                                               |                                                               |                                                               |
|  | 30 mai à 18 h 30 au stade des Arboras, Nice                | 30 mai à 18 h 30 au stade des Arboras, Nice | 30 mai à 18 h 30 au stade des Arboras, Nice | 30 mai à 18 h 30 au stade des Arboras, Nice |             |             | 5 juin 2021 à 15 h 10 au stade Pierre-Rajon, Bourgoin-Jallieu | 5 juin 2021 à 15 h 10 au stade Pierre-Rajon, Bourgoin-Jallieu | 5 juin 2021 à 15 h 10 au stade Pierre-Rajon, Bourgoin-Jallieu | 5 juin 2021 à 15 h 10 au stade Pierre-Rajon, Bourgoin-Jallieu |
|  | [1] Stade niçois                                           | [1] Stade niçois                            | 9                                           | 9                                           |             |             | 5 juin 2021 à 15 h 10 au stade Pierre-Rajon, Bourgoin-Jallieu | 5 juin 2021 à 15 h 10 au stade Pierre-Rajon, Bourgoin-Jallieu | 5 juin 2021 à 15 h 10 au stade Pierre-Rajon, Bourgoin-Jallieu | 5 juin 2021 à 15 h 10 au stade Pierre-Rajon, Bourgoin-Jallieu |
|  | [1] Stade niçois                                           | [1] Stade niçois                            | 9                                           | 9                                           |             |             | 5 juin 2021 à 15 h 10 au stade Pierre-Rajon, Bourgoin-Jallieu | 5 juin 2021 à 15 h 10 au stade Pierre-Rajon, Bourgoin-Jallieu | 5 juin 2021 à 15 h 10 au stade Pierre-Rajon, Bourgoin-Jallieu | 5 juin 2021 à 15 h 10 au stade Pierre-Rajon, Bourgoin-Jallieu |
|  | [4] RC Narbonne                                            | [4] RC Narbonne                             | 12                                          | 12                                          |             |             | 5 juin 2021 à 15 h 10 au stade Pierre-Rajon, Bourgoin-Jallieu | 5 juin 2021 à 15 h 10 au stade Pierre-Rajon, Bourgoin-Jallieu | 5 juin 2021 à 15 h 10 au stade Pierre-Rajon, Bourgoin-Jallieu | 5 juin 2021 à 15 h 10 au stade Pierre-Rajon, Bourgoin-Jallieu |
|  | [4] RC Narbonne                                            | [4] RC Narbonne                             | 12                                          | 12                                          | RC Narbonne | RC Narbonne | 16                                                            | 16                                                            |                                                               |                                                               |
|  | 30 mai à 17 h 15 au stade Marcel-Verchère, Bourg-en-Bresse |                                             |                                             |                                             | RC Narbonne | RC Narbonne | 16                                                            | 16                                                            |                                                               |                                                               |
|  |                                                            |                                             | US bressane                                 | US bressane                                 | 26          | 26          |                                                               |                                                               |                                                               |                                                               |
|  | [2] US bressane                                            | [2] US bressane                             | US bressane                                 | US bressane                                 | 26          | 26          | 36                                                            | 36                                                            |                                                               |                                                               |
|  | [2] US bressane                                            | [2] US bressane                             |                                             |                                             |             |             |                                                               | 36                                                            |                                                               |                                                               |
|  | [3] SC Albi                                                | [3] SC Albi                                 | 16                                          | 16                                          |             |             |                                                               |                                                               |                                                               |                                                               |
|  | [3] SC Albi                                                | [3] SC Albi                                 | 16                                          | 16                                          |             |             |                                                               |                                                               |                                                               |                                                               |

## Résultats détaillés

### Phase régulière

#### Tableau synthétique des résultats
L'équipe qui reçoit est indiquée dans la colonne de gauche.
| Clubs                         | ALB   | AUB   | BLA   | USB   | BOU   | CHA   | UCS   | DAX   | DIJ   | MAS   | NAR   | NIC   | SUR   | TAR   |
| ----------------------------- | ----- | ----- | ----- | ----- | ----- | ----- | ----- | ----- | ----- | ----- | ----- | ----- | ----- | ----- |
| SC Albi                       |       | 26-9  |       | 17-16 | 24-9  | 12-9  | 22-34 | 21-6  | 36-26 |       | 35-16 | 21-19 | 53-5  |       |
| RC Aubenas Vals               | 26-30 |       | 16-22 |       |       | 15-12 | 19-26 |       | 20-20 | 10-18 | 16-20 | 7-45  | 18-6  | 20-28 |
| Blagnac rugby                 | 19-17 | 21-23 |       | 15-25 |       | 24-14 | 26-3  | 13-19 |       | 16-13 | 11-31 |       | 11-27 |       |
| US bressane                   | 22-16 | 21-14 | 21-12 |       | 27-21 | 26-20 | 41-10 |       | 20-7  | 29-31 |       |       | 27-7  | 26-11 |
| CS Bourgoin-Jallieu           | 16-13 | 28-33 | 49-25 |       |       | 17-13 |       | 27-30 | 19-16 | 26-17 |       | 14-20 |       | 52-5  |
| SO Chambéry                   |       | 29-13 |       | 5-24  | 24-22 |       |       | 15-32 | 20-26 | 21-18 | 25-13 | 19-37 |       | 24-23 |
| Union Cognac St-Jean-d'Angély | 30-34 |       | 14-22 |       | 48-14 |       |       | 13-12 | 30-13 | 9-28  | 23-26 | 21-23 | 34-30 | 30-32 |
| US Dax                        | 21-22 | 35-19 | 12-17 | 16-21 | 12-9  | 25-10 |       |       | 17-6  |       | 19-13 | 24-22 |       | 23-21 |
| Stade dijonnais               |       |       | 39-15 | 18-22 | 15-33 | 22-20 | 12-15 | 20-26 |       | 37-35 | 20-12 |       | 35-18 | 17-12 |
| RC Massy                      | 20-13 | 42-10 | 35-27 | 10-11 | 30-26 | 16-16 |       | 31-17 |       |       |       | 16-22 | 38-3  | 17-6  |
| RC Narbonne                   |       | 15-22 | 29-24 | 14-38 | 25-18 |       | 16-9  | 48-10 | 32-7  | 18-16 |       |       | 39-15 | 24-6  |
| Stade niçois                  | 13-13 | 29-23 |       | 31-22 | 54-23 | 23-14 |       |       | 31-24 | 19-12 | 19-24 |       |       | 29-8  |
| RC Suresnes                   | 18-16 | 41-7  | 14-18 | 28-49 |       | 21-27 | 29-34 | 33-15 | 29-22 |       | 27-20 | 11-48 |       |       |
| Stado Tarbes PR               | 15-10 |       | 20-19 | 17-10 | 26-10 |       | 9-9   | 25-22 |       | 23-13 | 6-15  | 16-16 | 25-19 |       |

|  | Victoire à domicile |  | Match nul |  | Défaite à domicile |

#### Détails des résultats
Les points marqués par chaque équipe sont inscrits dans les colonnes centrales (3-4) alors que les essais marqués sont donnés dans les colonnes latérales (1-6). Les points de bonus sont symbolisés par une bordure bleue pour les bonus offensifs (trois essais de plus que l'adversaire), orange pour les bonus défensifs (défaite par moins de sept points d'écart), rouge si les deux bonus sont cumulés.

#### Évolution du classement
| Club                             | 1  | 2  | 3  | 4  | 5  | 6  | 7  | 14 | 15 | 16 | 17 | 18 | 19 | 20 | 21 | 22 | 23 | 24 | 25 | 26 |
| -------------------------------- | -- | -- | -- | -- | -- | -- | -- | -- | -- | -- | -- | -- | -- | -- | -- | -- | -- | -- | -- | -- |
| SC Albi                          | 7  | 4  | 6  | 2  | 3  | 5  | 4  | 3  | 3  | 3  | 3  | 4  | 4  | 2  | 3  | 3  | 3  | 3  | 3  | 3  |
| RC Aubenas Vals                  | 5  | 1  | 5  | 4  | 7  | 6  | 6  | 9  | 10 | 13 | 12 | 13 | 12 | 12 | 12 | 12 | 12 | 12 | 13 | 14 |
| Blagnac rugby                    | 13 | 13 | 10 | 13 | 13 | 14 | 12 | 14 | 11 | 8  | 7  | 8  | 7  | 9  | 7  | 8  | 7  | 7  | 8  | 10 |
| US bressane                      | 2  | 2  | 2  | 1  | 2  | 2  | 2  | 1  | 1  | 2  | 2  | 2  | 2  | 3  | 2  | 2  | 2  | 1  | 1  | 2  |
| CS Bourgoin-Jallieu              | 6  | 10 | 3  | 6  | 5  | 7  | 7  | 6  | 6  | 6  | 6  | 6  | 6  | 7  | 7  | 7  | 9  | 10 | 11 | 8  |
| SO Chambéry                      | 9  | 8  | 13 | 10 | 11 | 11 | 13 | 10 | 9  | 11 | 11 | 12 | 13 | 14 | 14 | 11 | 13 | 12 | 12 | 12 |
| Union Cognac Saint-Jean-d'Angély | 4  | 7  | 11 | 8  | 10 | 9  | 9  | 8  | 8  | 10 | 9  | 7  | 9  | 10 | 9  | 10 | 8  | 9  | 9  | 7  |
| US Dax                           | 3  | 3  | 1  | 5  | 4  | 3  | 3  | 4  | 4  | 5  | 5  | 5  | 5  | 5  | 5  | 6  | 6  | 6  | 6  | 6  |
| Stade dijonnais                  | 10 | 11 | 14 | 14 | 14 | 13 | 11 | 13 | 14 | 14 | 14 | 14 | 14 | 13 | 13 | 14 | 11 | 11 | 10 | 11 |
| RC Massy                         | 14 | 12 | 9  | 11 | 12 | 12 | 14 | 11 | 12 | 9  | 10 | 10 | 8  | 6  | 6  | 5  | 5  | 5  | 5  | 5  |
| RC Narbonne                      | 12 | 6  | 8  | 12 | 8  | 10 | 8  | 5  | 5  | 4  | 4  | 3  | 3  | 4  | 4  | 4  | 4  | 4  | 4  | 4  |
| Stade niçois                     | 8  | 9  | 4  | 3  | 1  | 1  | 1  | 2  | 2  | 1  | 1  | 1  | 1  | 1  | 1  | 1  | 1  | 2  | 2  | 1  |
| RC Suresnes                      | 11 | 14 | 12 | 9  | 6  | 4  | 5  | 7  | 7  | 7  | 7  | 9  | 11 | 11 | 11 | 13 | 14 | 14 | 14 | 13 |
| Stado Tarbes PR                  | 1  | 5  | 7  | 7  | 9  | 8  | 10 | 12 | 13 | 12 | 12 | 11 | 10 | 8  | 10 | 9  | 10 | 8  | 7  | 9  |

### Phase finale

#### Demi-finales
| 30 mai 2020 17 h 15 | US bressane | 36 - 16 (6 - 9) | SC Albi | Stade Marcel-Verchère, Bourg-en-Bresse Arbitre : Vincent Blasco Baque |
| 30 mai 2020 17 h 15 | Essai(s) : 4 Jullien (49e), Dupont (52e), Santallier (64e), Viard (73e) Transformation(s) : 2 Nelson (52e), Viard (64e) Pénalité(s) : 4 Nelson (10e, 30e, 44e), Viard (79e) |                 | Essai(s) : 1 Escur (75e) Transformation(s) : 1 Boulogne (75e) Pénalité(s) : 3 Boulogne (8e, 26e, 40e) Carton(s) jaune(s) : 2 Engelbrecht (41e), Vasuinubu (46e), Farret (69e) | Stade Marcel-Verchère, Bourg-en-Bresse Arbitre : Vincent Blasco Baque |
| 30 mai 2020 17 h 15 | |                 | | Stade Marcel-Verchère, Bourg-en-Bresse Arbitre : Vincent Blasco Baque |

| 30 mai 2021 18 h 30 | Stade niçois                                                                            | 9 - 12 (6 - 6) | RC Narbonne | Stade des Arboras, Nice Arbitre : Jonathan Dufort |
| 30 mai 2021 18 h 30 | Pénalité(s) : 3 James (17e, 20e, 50e) Carton(s) jaune(s) : 2 Tivoli (53e), Tachat (75e) |                | Pénalité(s) : 4 Parkinson (26e, 40e, 54e), Goutard (78e) Carton(s) jaune(s) : 2 Sese (49e), Nouhaillaguet (75e) | Stade des Arboras, Nice Arbitre : Jonathan Dufort |
| 30 mai 2021 18 h 30 |                                                                                         |                | | Stade des Arboras, Nice Arbitre : Jonathan Dufort |

#### Finale
| 5 juin 2021 15 h 10 | US bressane | 26 - 16 (16 - 13) | RC Narbonne | Stade Pierre-Rajon, Bourgoin-Jallieu Arbitre : Pierre Nuchy |
| 5 juin 2021 15 h 10 | Essai(s) : 2 Jullien (22e), Anga'aelangi (63e) Transformation(s) : 2 Viard (22e), Nelson (63e) Pénalité(s) : 4 Viard (14e, 26e, 40e, 52e) |                   | Essai(s) : 1 Plaza (2e) Transformation(s) : 1 Griffoul (2e) Pénalité(s) : 3 Goutard (28e), Griffoul (34e, 45e) Carton(s) jaune(s) : 2 Griffoul (19e), Rochier (40e) | Stade Pierre-Rajon, Bourgoin-Jallieu Arbitre : Pierre Nuchy |
| 5 juin 2021 15 h 10 | |                   | | Stade Pierre-Rajon, Bourgoin-Jallieu Arbitre : Pierre Nuchy |

| Titulaires · Hugo Dupont 15 · Audric Sanlaville Guillard 14 · Pierre Dupouy 13 · Benjamin Doy 12 · Pierre Santallier 11 · Mathis Viard 10 · Florent Campeggia 9 · Adrien Buatier 8 · Loïc Baradel 7 · Simon Bornuat 6 · Cyril Veyret 5 · Marius Antonescu 4 · François-Joseph Bordewie 3 · Clément Jullien 2 · Anthony Martin 1 · Remplaçants · Sione Anga'aelangi 16 · Vazha Kapanadze 17 · Koen Bloemen 18 · Dimitri Jean-Etienne 19 · Grégory Maiquez 20 · Peter Nelson 21 · Emile Cailleaud 22 · Willem Johannes Harmse 23 · |  | Titulaires · 15 Léo Griffoul · 14 Guillaume Namy · 13 Pierre Nueno · 12 Saia Fekitoa · 11 Etienne Ducom · 10 Boris Goutard · 9 Christophe Kaiser · 8 Michaël Recordier · 7 Baptiste Abescat · 6 Julien Dumoulin · 5 Manuel Plaza · 4 Daniel Faleafa · 3 Pascal Cotet · 2 Jordan Rochier · 1 Sylvain Abadie · Remplaçants · 16 Aurélien Blanc · 17 Jules Martinez · 18 Bill Caffo · 19 Elandre Huggett · 20 Pierrick Nova · 21 David Smith · 22 Pierre-Hugo Ducom · 23 Matthieu Loudet · |